# Cubières-sur-Cinoble
Cubières ist eine französische Gemeinde mit 81 Einwohnern (Stand 1. Januar 2022) im Département Aude in der Region Okzitanien. Sie gehört zum Arrondissement Limoux und zum Kanton La Haute-Vallée de l’Aude. Die Bewohner nennen sich die Cubiérols.

## Lage
Das Gemeindegebiet ist Teil des Regionalen Naturparks Corbières-Fenouillèdes.
Nachbargemeinden sind Fourtou im Norden, Soulatgé im Osten, Saint-Paul-de-Fenouillet im Süden, Prugnanes im Südwesten und Camps-sur-l’Agly im Westen.

## Geschichte

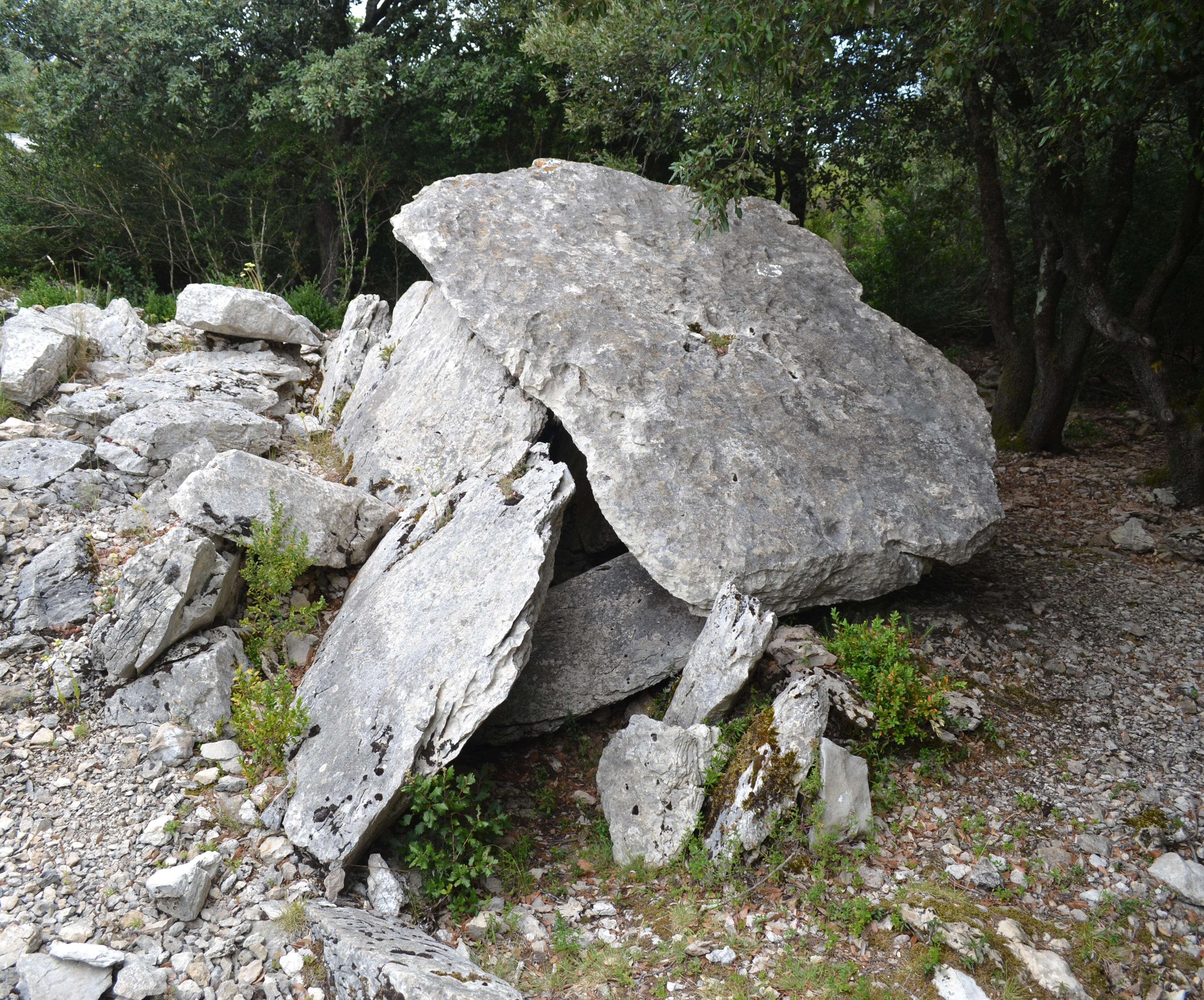
Dolmen de l’Arco del Pech

An der 817 erstmals urkundlich erwähnten Ortslage in der Spanischen Mark gab es eine im 9. Jahrhundert gegründete Benediktinerabtei, die sich 1073 der cluniazensischen Reform anschloss und im 12. Jahrhundert zu einem unselbstständigen Priorat der Abtei Moissac herabgestuft wurde. Mitte des 10. Jahrhunderts gehörte der Ort zur Grafschaft Cerdanya und kam später zur Grafschaft Besalú und an die Herren von Peyrepertuse. Im 13. Jahrhundert war der Ort eine Nebenresidenz des Erzbischofs von Narbonne. Anders als die Abtei, von der bis auf einen in der Ortskirche aufgegangenen Teil der Klosterkirche keine nennenswerten Reste mehr vorhanden sind, ist das mittelalterliche Schloss des Erzbischofs gut erhalten. Es wurde von einem örtlichen Kastellan verwaltet und vom Erzbischof auf Reisen genutzt. In Cubières ist Ende des 13. Jahrhunderts der letzte Katharer Wilhelm Belibaste geboren. Eine vorgeschichtliche Sehenswürdigkeit ist der Dolmen de l’Arco del Pech.

## Bevölkerungsentwicklung
| Jahr      | 1962 | 1968 | 1975 | 1982 | 1990 | 1999 | 2004 | 2009 | 2015 |
| --------- | ---- | ---- | ---- | ---- | ---- | ---- | ---- | ---- | ---- |
| Einwohner | 62   | 56   | 39   | 64   | 64   | 64   | 73   | 102  | 102  |